# 投资者报
投资者报是中華人民共和國一份報道內容與投資者有關的周報，該報於每周一出版。投资者报創刊於2008年4月28日，前身是2002年3月28日創刊的電視時報和2004年8月16日更名改版的時代人物周報。截至2013年，該報讀者約為10萬。2018年後投資者報不再出版，但與投資者報同時創辦的投資者網繼續經營。

## 外部鏈接
- 官方网站